# السينما في الإمبراطورية الروسية
السينما في الإمبراطورية الروسية تقريبا تغطي الفترة ما بين 1907 و1920، وهي الفترة التي أنشئت من أجلها بنية تحتية قوية. أكثر من 2,700 فلم تم إنشاؤه في روسيا قبل عام 1920، نحو 300 لا يزال حتى يومنا هذا.

## بداية السينما في روسيا
في أبريل 1896، بعد أربعة أشهر فقط من الأفلام الأولى التي عرضت في باريس، ظهر أول جهاز سينمائي في روسيا. الأفلام الأولى في الامبراطورية الروسية كانت عبر الأخوين لوميير، في موسكو وسانت بطرسبرج قي مايو 1896. في الشهر نفسه، صور الفيلم الأول في روسيا، من قبل المصور كميل سيرف، وهو فلم يتحدث عن تتويج نيكولاس الثاني في الكرملين في موسكو. السينما الدائمة الأولى افتتحت في سانت بطرسبورغ في عام 1896 في شارع نيفسكي، رقم 46.
الأفلام الأولى الروسية عرضت في مسرح موسكو كورش للفنان فلاديمير ساشين. بعد شراء جهاز عرض فيتاغراف، بدأ ساشين في صناعة الأفلام القصيرة، والتي من أغسطس 1896 تم عرضها للجمهور في المسرح بعد انتهاء الأداء المسرحي.

## التطور
أصبح الفيلم في روسيا الشغل الشاغل للمعارض أو القاعات المستأجرة. بعد لوميير جاء ممثلين من الإخوة باثي وشركة غومون للأفلام لفتح مكاتب، وبعد منعطف القرن، لجعل الصور المتحركة على موقع الجمهور الروسي. تم بناء دور السينما بالفعل، وحل تأجير الأفلام محل البيع المباشر وفي عام 1908، أنتج الكسندر درانكوف أول فيلم روائي سينمائي روسي، ستينكا رازين، استنادا إلى أحداث ي الأغنية الشعبية الفولكلورية ومن إخراج فلاديمير روماشكوف. في نفس الوقت الذي كان درانكوف يصنع فيلمه، منظم السينما في موسكو الكسندر خانزوكوف بدأ شغله.
في عام 1907، نشرت مجلة كينو لأول مرة. كينو كان أول مجلة روسية دورية مكرسة للسينما.
حقق اديسلاس ستارفيش أول فيلم للرسوم المتحركة بروسيا (وأول فيلم دمية مع قصة) في عام 1910 -- لوكانوس سيرفس. تابع صنع أفلام الرسوم المتحركة (وبعضها يمكن الآن شراءه في دي في دي) حتى هجرته إلى فرنسا بعد ثورة أكتوبر عام 1917. كرمه القيصر لعمله في عام 1911.
المنافسة من الشركات الفرنسية والأميركية والألمانية والدانمركية والبريطانية والإيطالية، وتوزيع بضاعة بلدانهم إلى الروس التواقين، تقدم، ولكن هذه الصناعة البدائية خطت خطوات من هذا القبيل على مدى السنوات الخمس المقبلة حيث أن 129 فيلما كاملا روسيا -حتى لو كان كثير منهم قصيرا نسبيا- أنتج في عام 1918 وحده. في عام 1912، استوديو خانزوكوف أصبح تنفيذيا، وايفان موزوخين قدم فيلمه الأول من هناك، وهو فيلم روائي طويل من 2000 متر تحت عنوان "Oborona Sevastopolya" («دفاع سيفاستوبول»). في العام نفسه، قدم مهتم ألماني بالتصوير في روسيا مدير ياكوف بروتازانوف إلى العالم مع "Ukhod Velikovo Startsa" («مغادرة الرجل العجوز»)، وهو فيلم عن حياة ليو تولستوي. قدم القيصر نيكولاس نفسه بعض الأفلام المنزلية، وعين مصورا في الحاشية، على الرغم من انه هو المفروض أن تكون مكتوبة في عام 1913 أن الفيلم كان «مسألة فارغة... حتى الضارة شيء... تفاهة... لا ينبغي لنا أن السمة أي أهمية ل تفاهات من هذا القبيل».

أعطى القيصر نيكولاس بعض المساعدة الخاصة لصناع فيلم «دفاع سيفاستوبول» وبضعة أفلام مشابهة، ولكن هذه الصناعة لم تكن مدعومة حكوميا ولا مؤممة أو تسيطر عليها. نجد عددا قليلا من قواعد الرقابة على المستوى الوطني -مثل عدم جعل شخصيات القياصرة في فيلم درامي- ولكن صناع السينما كانوا احرار إلى حد كبير للإنتاج للجمهور الكبير؛ كان المسؤولون المحليون أكثر صرامة في فرض رقابة أو حظر الأفلام. حظيت الأفلام البوليسية بشعبية كبيرة، ومختلف أشكال الميلودراما. 

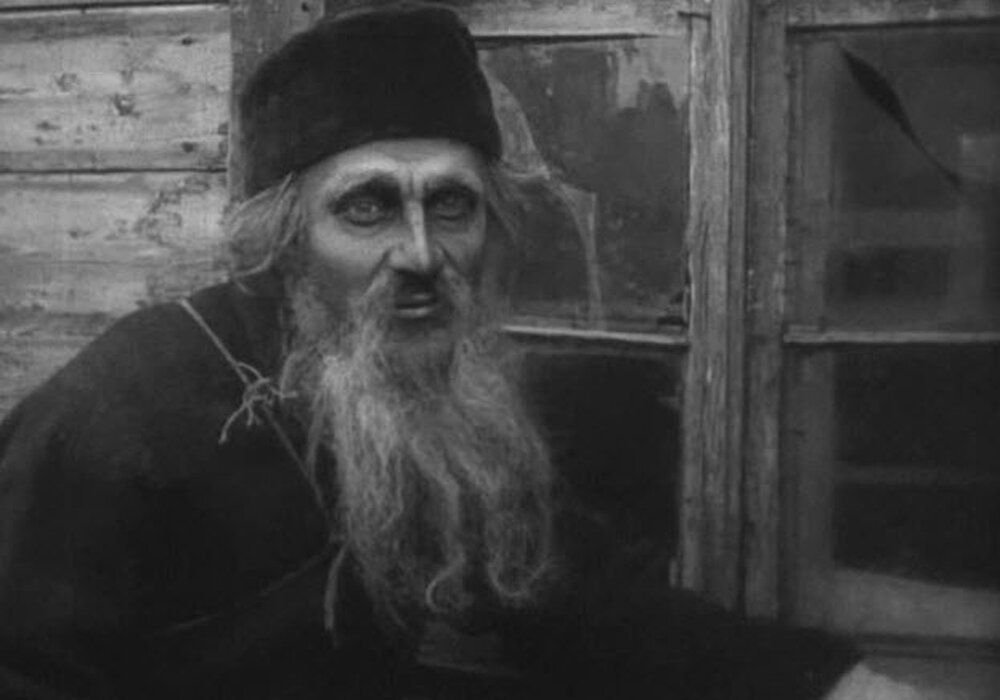
الاب سيرجيوس.

وصول الحرب العالمية الأولى في روسيا في عام 1914 أدى إلى تغيير. الواردات انخفضت بشكل كبير، وخصوصا من حيث أفلام من ألمانيا وحلفائها ترك السوق بسرعة. تحول صناع السينما الروسية إلى مكافحة الأفلام الألمانية «الوطنية»، وغالبا ما تقدم على عجل، حتى يجري تصويره في حين لا يزال يجري مخطوطات مكتوبة، سد الفجوة: في عام 1916، روسيا أنتجت 499 فيلما، أكثر من ثلاثة أضعاف العدد فقط قبل ثلاث سنوات، وأكثر من فيلم طويل. حلفاء روسيا، بدورهم، بدأوا استيراد بعض المنتجات أكثر، بما في ذلك الأفلام من بروتازانوف ويفغيني باور، أخصائيي الفيلم النفسي، والذي انعكس على حد سواء، من بين أمور أخرى، وازدهار صناعة السينما الأميركية. سلبا، الشركات الروسية منعوا إرسال المصورين إلى «الجبهة»، وشرائط الحرب كان لا بد من استيرادها من فرنسا وانكلترا: بعض المخاوف الروسية حولت لقطات من هذه المواد الإنتاج افلام وثائقية مزيفة. أيضا، أنشئت لجنة سكوبوليف من قبل الحكومة للاشراف على صنع الأفلام السينمائية والدعاية.
ثم جاءت الثورة الروسية، وعلى رأسها الحرب الدولية الجارية. مع تحول الجماهير ضد القيصر، بدأ منتجو الفيلم في التحول، بعد ثورة فبراير، اصدر عدد من الأفلام المضادة للقيصرية. هذه، جنبا إلى جنب مع الحاشية المعتادة عن أفلام المباحث والدراما، عندما تملأ المسارح في الشوارع لم تكن مليئة بالثوريين. ومع ذلك، فإن تدمير البنية التحتية في المدن الكبرى، والحرب الفاشلة استنزف الاقتصاد، والاستيلاء على دور السينما المحلية في المناطق الريفية من قبل الاتحاد السوفيتي، والنفور من بعض العاملين في صناعة السينما على الشيوعية، وتسبب في ضعف صناعة السينما الروسية في حد ذاتها، لتنقرض بحلول عهد لينين حيث في 8 نوفمبر 1917 أعلنت دولة جديدة، الجمهورية الروسية الاتحادية الاشتراكية السوفياتية.
من المفارقات، أصبح آخر فيلم روسي كبير، الذي استكمل في عام 1917،{1}الأب سرجيوس{/1} أول فيلم في بلد جديد من السوفيات.

## قراءات
- يانا هاشاموفا، والكبرياء والذعر: الخيال الروسي في الغرب بعد انهيار الاتحاد السوفيتي في فيلم (كتب الفكر، 2007)

## وصلات خارجية
- السينما الروسية، 1907-1918 (ب د ف)
- السينما الروسية والسوفياتية 1896-1953، هورتون
- المهرجان الروسي السينمائي